# Gongfu Xincun
Gongfu Xincun (chiń. 共富新村站) – stacja metra w Szanghaju, na linii 1. Zlokalizowana jest pomiędzy stacjami Bao’an Gonglu i Hulan Lu. Została otwarta 28 grudnia 2004.